# Erioptera grandior
Erioptera grandior är en tvåvingeart som beskrevs av Enrico Adelelmo Brunetti 1912. Erioptera grandior ingår i släktet Erioptera och familjen småharkrankar. Inga underarter finns listade i Catalogue of Life.